# Crevenicu, Teleorman
Crevenicu este satul de reședință al comunei cu același nume din județul Teleorman, Muntenia, România.
Acesta are o școală numită „Școala Gimnazială Crevenicu”, o primărie, o grădiniță cu program normal și o biserică numită „Sf. Nicolae”.